# Кромкач кафрський
Кромкач кафрський (Bucorvus leadbeateri) — найбільший представник родини птахів-носорогів (Bucerotidae), один з двох видів, що входять до роду Кромкач (Bucorvus). Мешкає в африканських саванах, на південь від екватора.
Великий птах, від 90 до 129 см завдовжки і вагою від 3,2 до 6,2 кг. Відрізняється чорним оперенням і яскравими червоними ділянками шкіри на лицьовій частині голови і шиї. У молодих птахів ці ділянки жовтого кольору. Дзьоб чорного кольору, прямий, має шолом, який більшою мірою розвинений у самців.

## Галерея

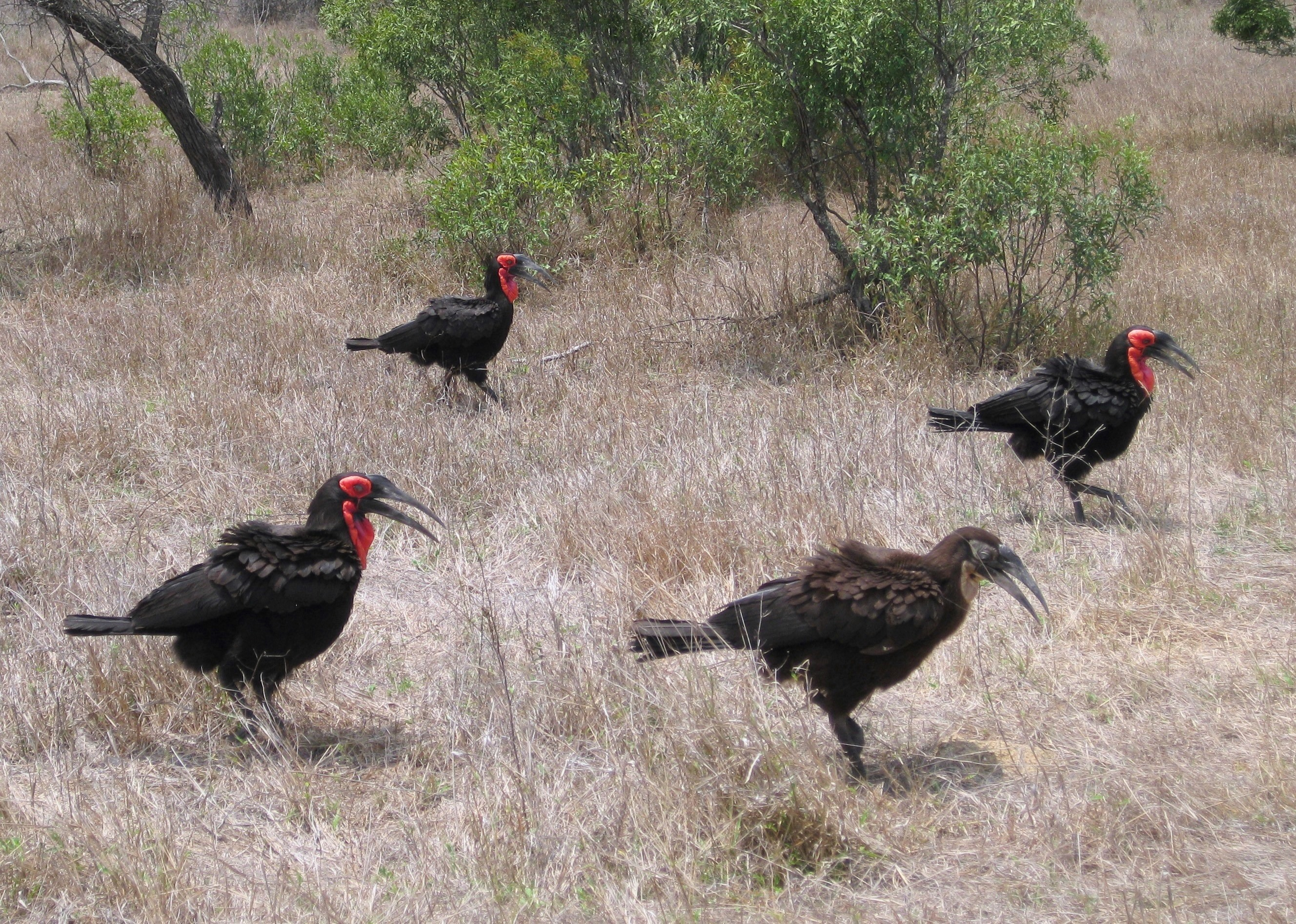
Три самці і пташеня
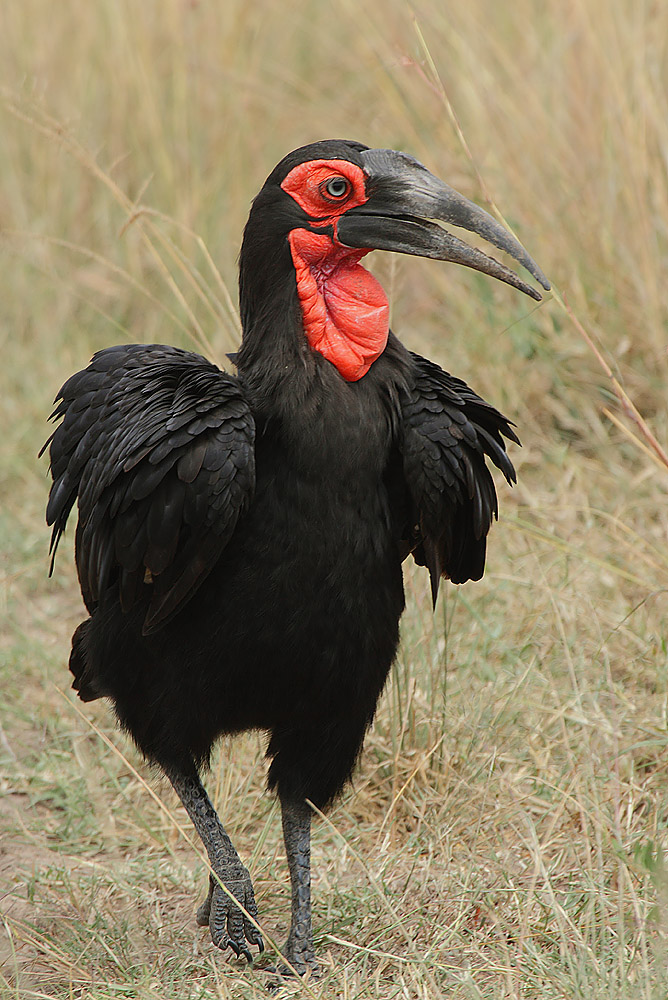
Кромкач кафрський, самець
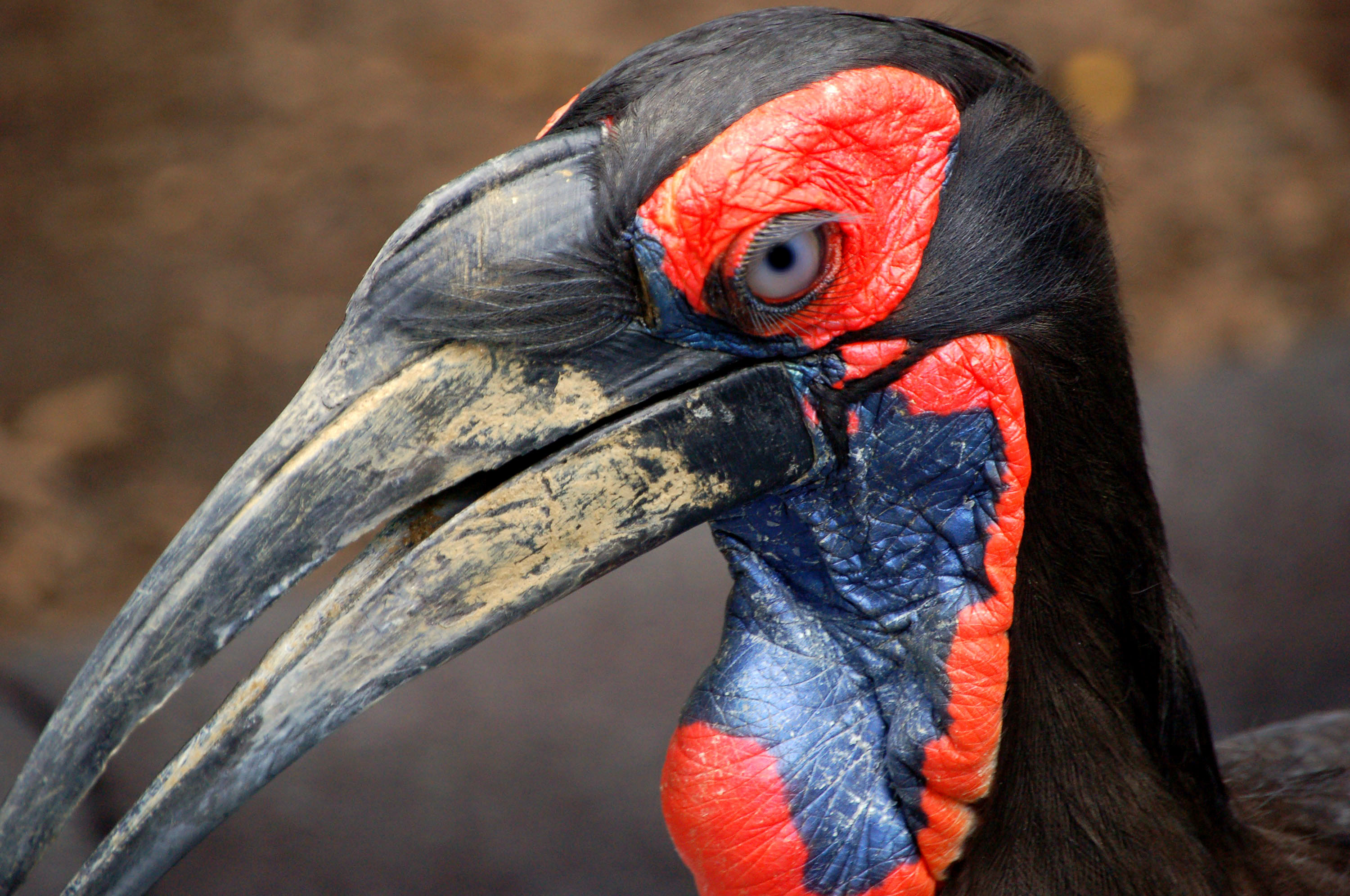
Кромкач кафрський, самиця
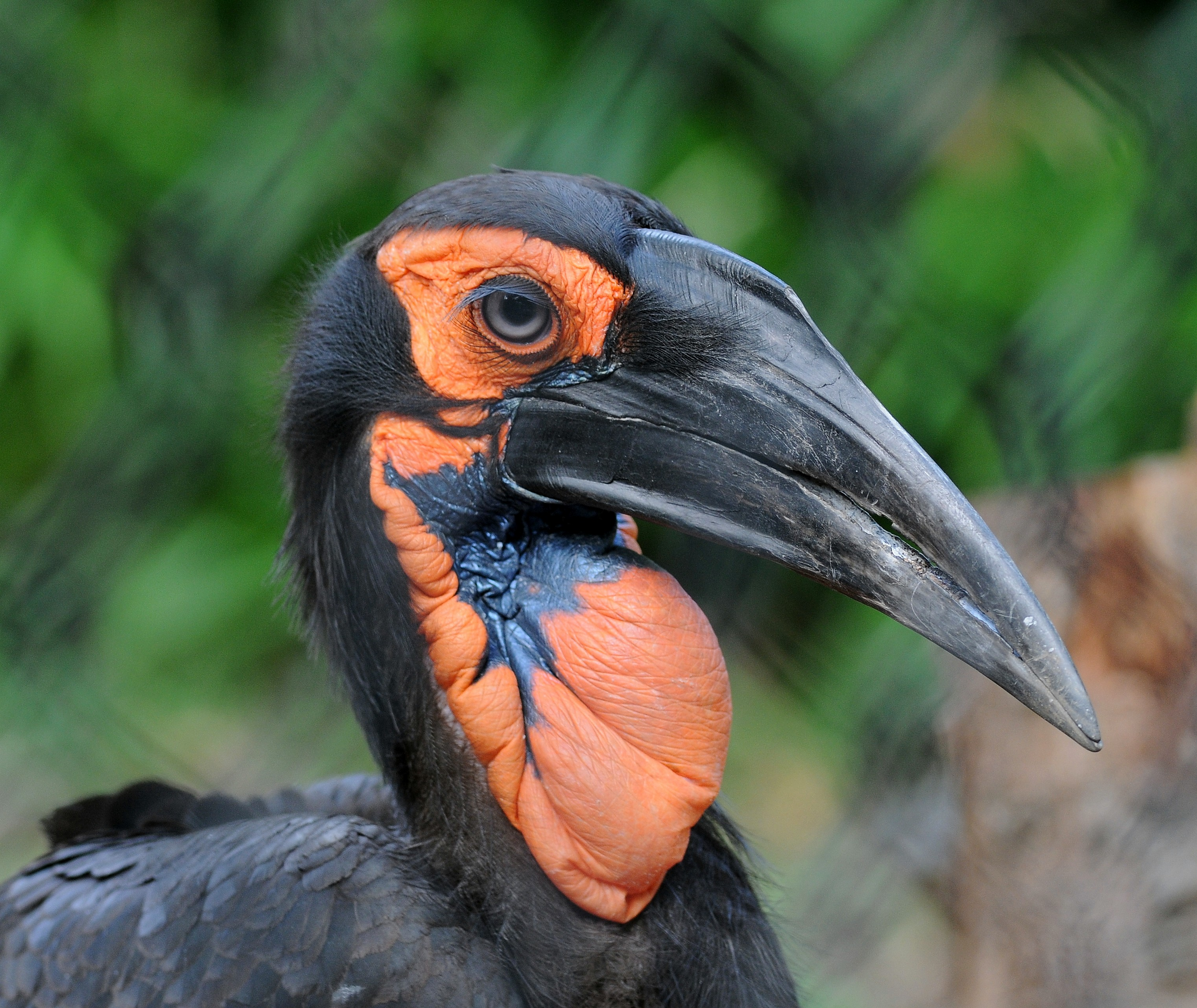
Кромкач кафрський, самиця
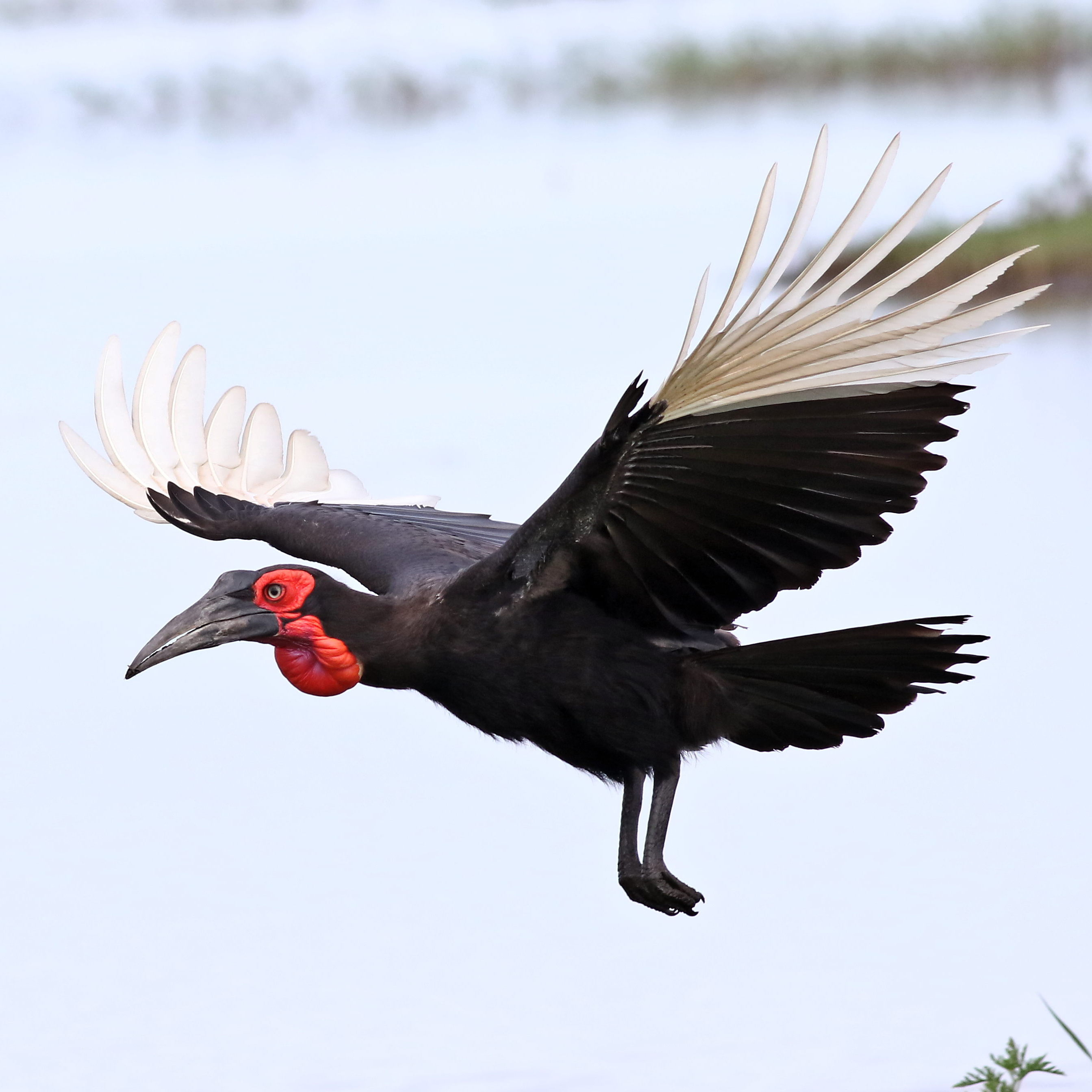
самець в польоті
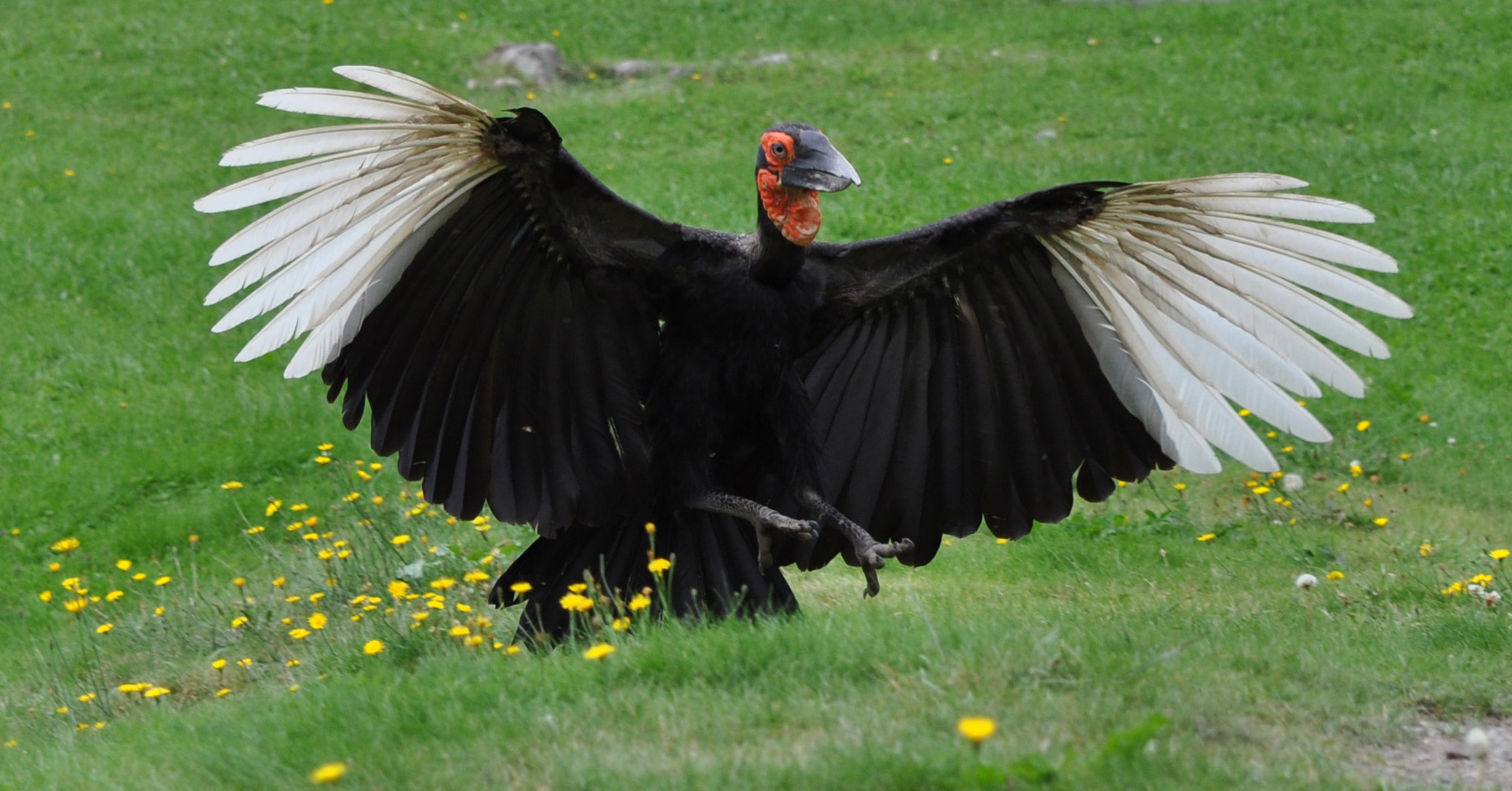
Кромкач кафрський, самець
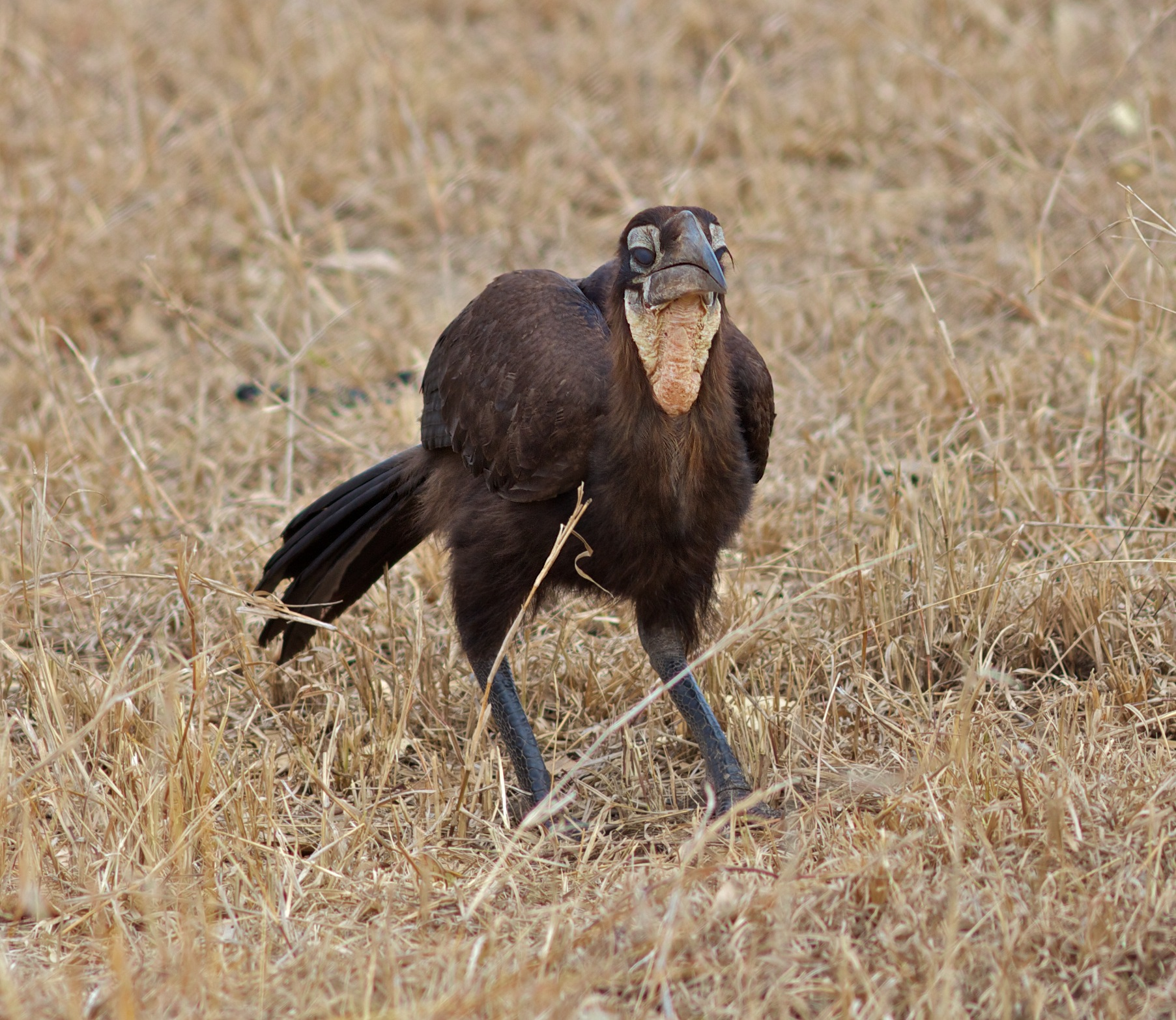
молодий птах
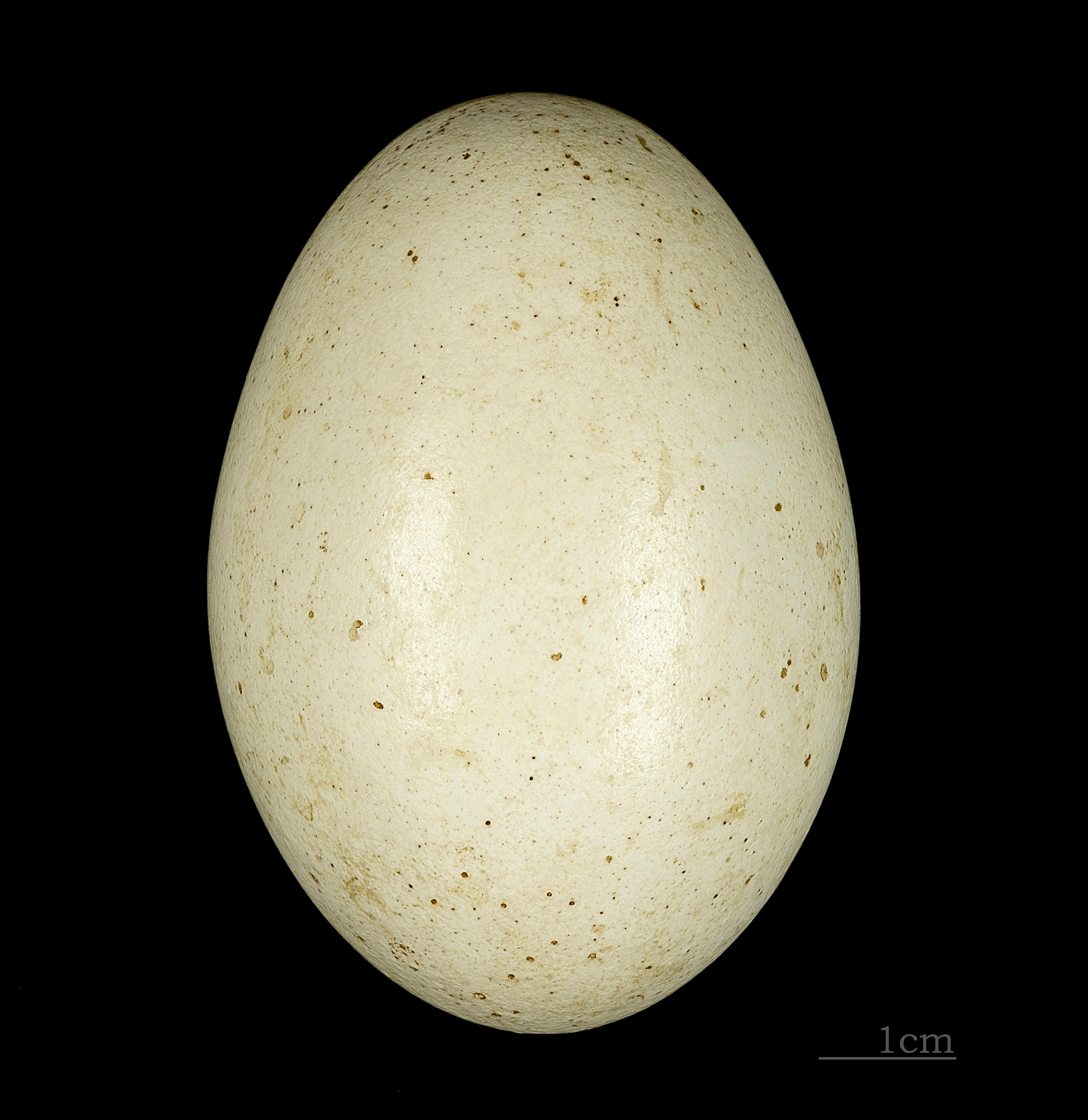
яйце